# Jardines del Prado
Los jardines del Prado conforman un parque urbano histórico situado en el centro de la ciudad española de Talavera de la Reina (Provincia de Toledo). Junto con el adyacente Parque de la Alameda constituye el pulmón verde de la ciudad y mayor parque público. La basílica del Prado y la plaza de toros son los dos grandes edificios de referencia dentro del parque. Desde 2019 los jardines están declarados como Bien de Interés Cultural en la categoría de jardín histórico.

## Descripción

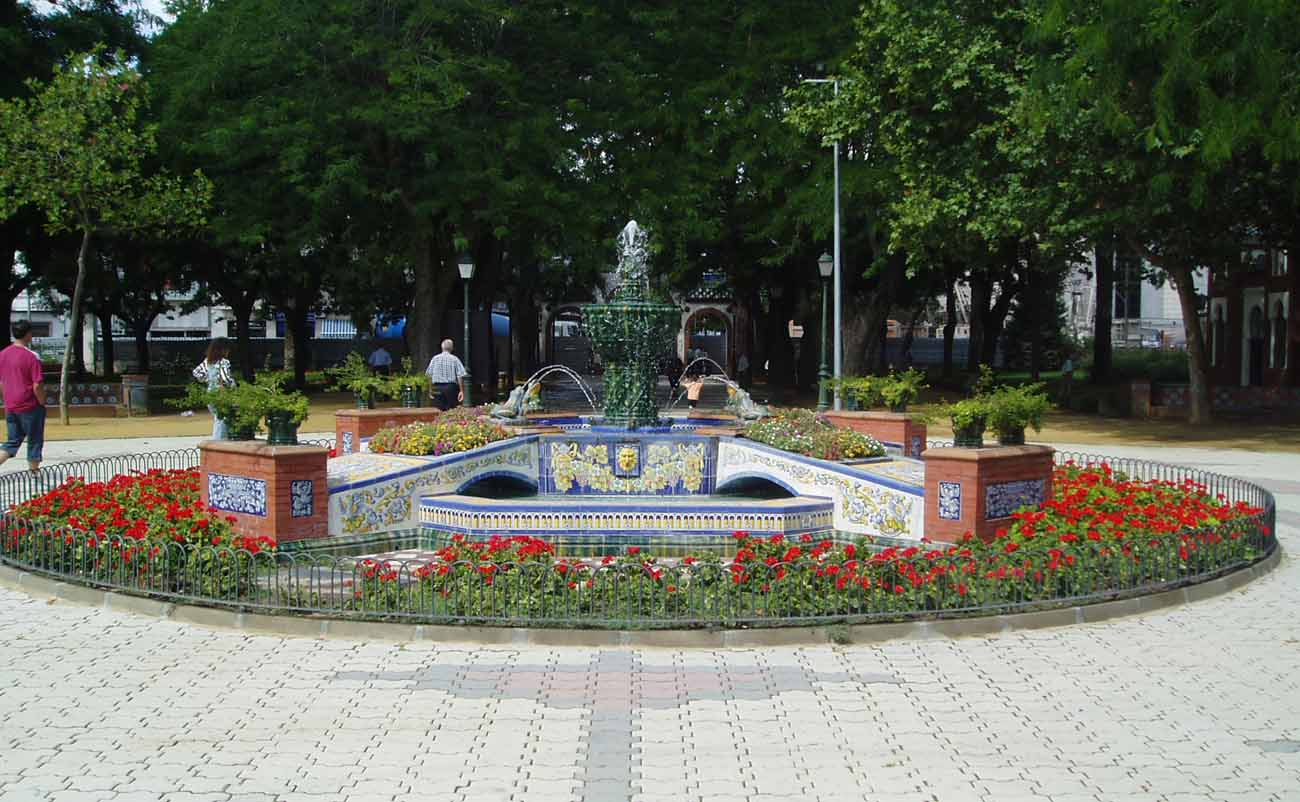
Fuente de las Ranas

Fueron inaugurados con su fisonomía actual en 1928 como jardines de Alfonso XIII.
Considerados conjunto artístico, siguen sobre todo el modelo francés en su diseño, aunque con algunas influencias europeas y del jardín islámico. Dentro de los jardines hay varios monumentos y edificios, el más importante de ellos, la mencionada Basílica de Nuestra Señora del Prado —patrona de la ciudad de Talavera—, de corte barroco, que tuvo por antecesor en época romana a un antiguo templo levantado sobre ese mismo lugar dedicado a la diosa de la agricultura, Ceres. Otro edificio destacado es la Plaza de Toros, situada al lado de la Basílica y conocida en el mundo taurino por ser el lugar donde falleció el torero Joselito El Gallo. 

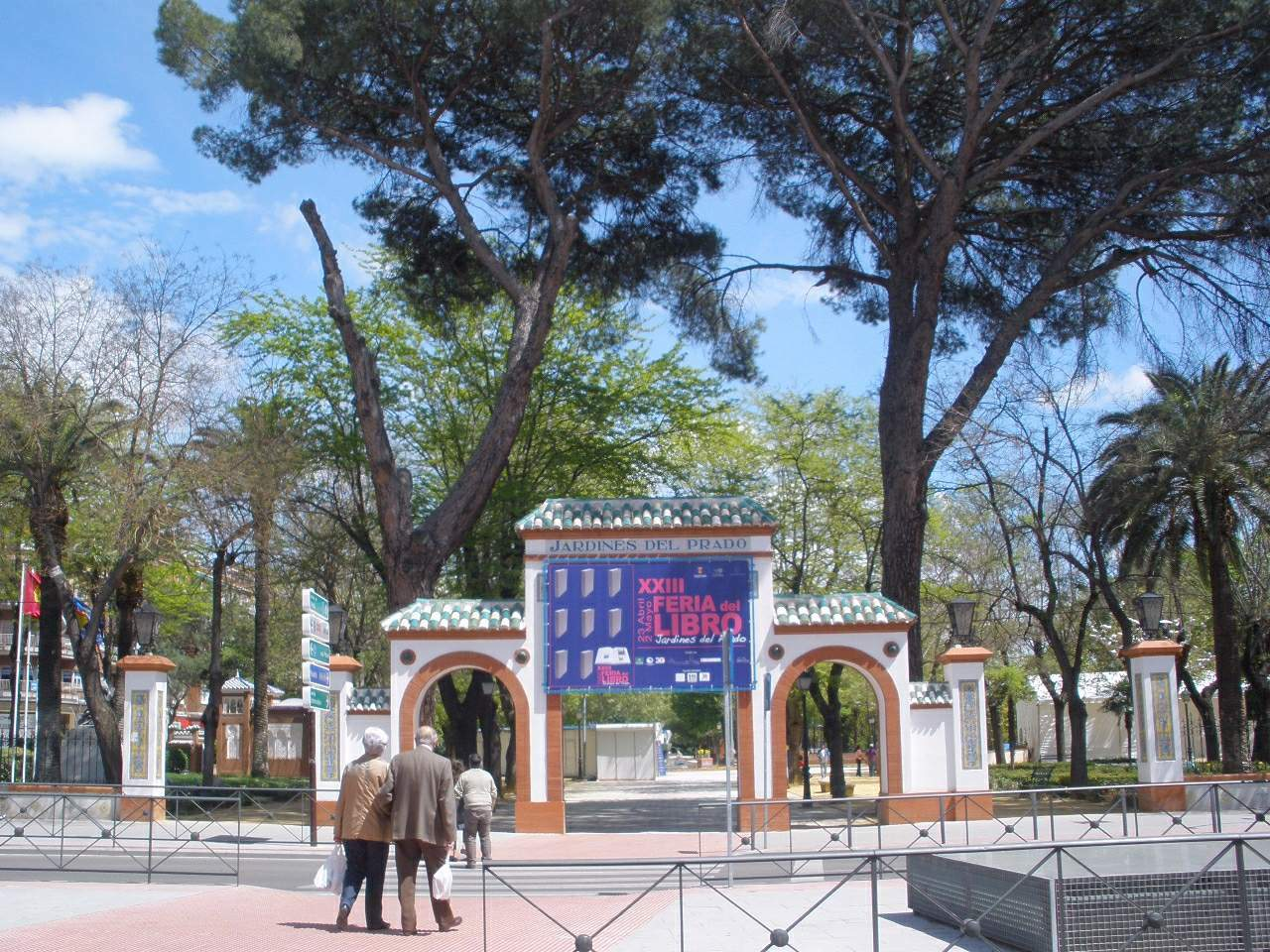
Puerta de triple arco

Aparte de estos edificios destacan el Estanque de los Patos y la Fuente de las Ranas, realizados ambos en cerámica de Talavera, el pequeño edificio de los urinarios públicos conocido como La Mezquita, de estilo neomorisco, y el resto del mobiliario urbano del parque, realizado también en cerámica tradicional. La parte más oriental del conjunto de los jardines guarda un parque arqueológico con restos romanos, árabes y medievales.
En 1943, durante el mandato del alcalde Justiniano López Brea, se construyó una puerta monumental de triple arco como entrada para los jardines.
En 1989 se le dio un revestimiento cerámico al kiosko de música.
Desde 2019 están declarados como Bien de Interés Cultural.

## Parque de la Alameda
En 1982 los jardines fueron ampliados con el parque de La Alameda, siguiendo éste un patrón de jardín inglés, con un lago central y dos puentes de cerámica tradicional de Talavera, además de varias instalaciones deportivas y de ocio, incluyendo el recinto ferial donde tiene lugar la Feria de Talavera. La zona de la alameda linda con la orilla del río Tajo desde donde se pueden observar los puentes que cruzan la ciudad y la isla conocida como del Chamelo.